# アンドレイ・パリー
アンドレイ・ニコラエヴィッチ・パリー（ロシア語: Андрей Николаевич Палий、1971年2月13日 - 2022年3月19日）は、ロシアの海軍将校。海軍大佐。2022年ロシアのウクライナ侵攻で戦死。

## 経歴
1971年にソビエト連邦ウクライナのキエフに生まれた。キエフにあったソ連海軍高等政治学校を卒業。ソ連崩壊後の1993年にウクライナ軍に宣誓することを拒否してウクライナを離れ、ロシアを祖国にしてロシア北部艦隊に服務。その後バルト海艦隊副司令官と黒海艦隊副司令官、クリミア半島セヴァストポリのロシア海軍アカデミーの副所長、シリア駐留ロシア軍副司令官等を務めた。2008年のジョージアとの戦争にも参加していた。
2022年ロシアのウクライナ侵攻に際してはロシア黒海艦隊副司令官だったが、マリウポリの戦い中に戦死した。